# Too Far Gone
Too Far Gone – norweski zespół country-rockowy, który powstał w Wielkanoc 1993 roku. Zespół ma swoje korzenie w Flå w południowym Trøndelag, skąd pochodzi większość członków zespołu.

## Obecny skład
- Børge Rømma – wokal i gitara akustyczna (od 2005).
- Ola Buan Øien – gitara i mandolina (od 1993).
- Roar Øien – gitara stalowa akordeon i banjo (od 1993).
- Magne Kollstrøm –  bas (od 2004).
- Anders Stensås – perkusja (od 1993).

## Historia
Zespół początkowo był zespołem country-rockowym, który śpiewał teksty piosenek w języku angielskim. Członkami następnie byli Frank Kåre Vangen, Ola Buan Øien, Roar Øien, Kåre Andreas Lund, Torstein Sæther i Anders Stensås. Zespół pierwszy publiczny koncert odbył na  Festiwal Country w Vinstra w 1993 roku, kiedy zespół składał się z sześciu członków. W 1994 nagrali pierwszą płytę z sześcioma piosenkami w Norwegii Studio 13 w Tyholt. Jedna z piosenek które istnieje ukazała się na kompilacji płytowej w Arizonie, USA.
Zespół otrzymał wiele dobrych opinii od USA. W 1995 zatrudniono Too Far Gone w Nidaros Studio, zespół grał z nowymi coverami. Międzynarodowa wytwórnia zaoferowała kontrakt nagraniowy, ponieważ jednak wymogiem było to, że musieli śpiewać w języku norweskim, odmówili. W 1997 do zespołu dołączyli Frank Kåre Vangen, Kåre Andreas Lund i Torstein Sæther. 
Petter Øien i Tore Dalsaune w tym samym roku 1997 dołączyli do zespołu. 

## Byli członkowie zespołu
- Frank Kåre Vangen – wokal.
- Kåre Andreas Lund – bas.
- Torstein Sæther  – keyboard.
- Petter Øien – wokal i gitara akustyczna.
- Tore Dalsaune – bas.

## Dyskografia

### Single
1. Zetor'n/Treidagsfest på Ler (1997)
2. Like Refugess (2004)
3. Marit e i siget (2004)
4. Ælsk dæ vilt (2006)
5. Løkky (2006)
6. D e slutt (2008)
7. Sola i ryggen (2009)
8. Din vei (2009)
9. Søta bror (2009)
10. Reis av sted (2011)

### Albumy
1. Too Far Gone (1995)
2. Zetor'n (1998)
3. Bæst i test (2000)
4. Tia flyg (2002)
5. Like Refugees (2004)
6. Løkky (2006)
7. Sola i ryggen (2009)
8. Reis av sted (2011)

### Kompilacje
1. Livåt, (Too Far Gone 15 År)